# Richtersia erinacei
Richtersia erinacei är en rundmaskart. Richtersia erinacei ingår i släktet Richtersia och familjen Richtersiidae. Inga underarter finns listade i Catalogue of Life.